# Chōbyō Yara
Chōbyō Yara (屋良朝苗, Yara Chōbyō) fou un docent i polític japonés d'Okinawa. Va servir com a Cap Executiu del Govern de les Illes Ryūkyū entre els anys 1968 i 1972 i com al primer governador democràtic d'Okinawa després de la reunificació amb el Japó entre els anys 1972 i 1976.

## Biografia
Yara va nàixer el 13 de desembre de 1902 a l'actual poble de Yomitan. L'any 1930 es graduà a l'Escola Normal Superior de Hiroshima, actualment coneguda com a Universitat de Hiroshima. Després, tornà a la prefectura d'Okinawa per a exercir com a mestre a diferents escoles. Abans d'accedir al seu primer càrrec públic, Yara va ser president de l'Associació de Mestres d'Okinawa.
Després de la seua victòria a les eleccions generals de Ryūkyū de 1968, a les quals Yara havia fet campanya per la "immediata i incondicional reversió" d'Okinawa, va reunir-se al desembre del mateix any amb l'aleshores Primer Ministre del Japó Eisaku Satō per tal de discutir la immediata re-unificació d'Okinawa al Japó. A més, Yara no només demanava la reversió d'Okinawa sinó també el "desmantellament urgent de les bases militars" de l'exèrcit dels EUA a l'illa. Yara fou sempre crític amb aquestes bases en gran manera per la pressió econòmica i mediambiental que exercien sobre l'illa i els seus habitants. Tot i això, Yara era un polític relativament moderat i va accedir a les peticions, a canvi de concessions a l'illa, del govern japonés que li demanaven que convencera a activistes radicals de l'illa que havien proposat una vaga general.
Com a Cap Executiu del govern autònom d'ocupació, Yara va mantindre discrepàncies amb el Ministeri d'Indústria i Comerç del Japó després d'afirmar que "en l'introducció de capital estranger, donarem prioritat als interesos prefecturals d'Okinawa i no serem submissos al govern de la mare pàtria".
Yara va morir a l'Hospital de la Creu Roja d'Okinawa, a Naha, per una insuficiència cardíaca el 14 de febrer de 1997. Tenia 94 anys.